# (38051) 1998 XJ5
1998 XJ5 (asteroide 38051) é um asteroide troiano de Júpiter. Possui uma excentricidade de 0.18683500 e uma inclinação de 8.75846º.
Este asteroide foi descoberto no dia 7 de dezembro de 1998 por Korado Korlević em Visnjan.